# بيدرو رودريغوس
بيدرو رودريغوس (20 مايو 1997 في البرتغال - ) هو لاعب كرة قدم برتغالي في مركز الوسط. شارك مع منتخب البرتغال تحت 17 سنة لكرة القدم ومنتخب البرتغال تحت 19 سنة لكرة القدم. أما مع النوادي، فقد لعب مع نادي بنفيكا بي ‏.

## وصلات خارجية
- بيدرو رودريغوس على موقع الاتحاد الأوربي (الإنجليزية)
- بيدرو رودريغوس على موقع اتحاد تركيا (لاعب) (الإنجليزية)
- بيدرو رودريغوس على موقع قاعدة بيانات كرة القدم.إي يو (الإنجليزية)
- بيدرو رودريغوس على موقع Soccerway.com (الإنجليزية)